# Hemerobius morobensis
Hemerobius morobensis là một loài côn trùng trong họ Hemerobiidae thuộc bộ Neuroptera. Loài này được New miêu tả năm 1989.